# Daniel I, Príncipe-bispo de Montenegro
Daniel I Petrović-Njegoš (em sérvio:  Данило I Петровић-Његош; romaniz.: Danilo I Petrović-Njegoš; Njeguši, c. 1670 – Cetinje, 11 de janeiro de 1735), também conhecido como Danilo, foi o Príncipe-bispo de Montenegro de 1697 até sua morte em 1735. Foi o fundador da dinastia de Petrović-Njegoš, que reinou o Montenegro de 1697 até a abolição da monarquia em 1918.
Ele também era conhecido pelo patronímico de Danilo Šćepčević.